# Juan Matías Fischer
Juan Matías Fischer (Junín, Buenos Aires, 12 de febrero de 1985) es un exfutbolista argentino. Jugaba en la posición de delantero. Debutó en 2004 en la Primera de Boca Juniors y su último equipo como profesional fue el Club Atlético Social y Deportivo Camioneros.

## Trayectoria
Nacido futbolísticamente en el Club B.A.P., luego pasaría a River Plate de Junín. De allí llegaría a Boca Juniors con 14 años. Debutó en el Torneo Apertura 2004, más precisamente en la 13.ª fecha, frente a Instituto (Córdoba) en la Bombonera. El partido finalizó 0-0. Poco tiempo después, en la 16.ª fecha de aquel torneo, jugaría 62' en la derrota de su equipo 0-1 frente a Arsenal como visitante.
Sin más lugar en el equipo, fue cedido a préstamo al Club Bolívar de La Paz (Bolivia), donde tuvo su mejor rendimiento como profesional: 27 goles en 37 partidos jugados, obteniendo además el Torneo Adecuación 2005.
Regresó a Boca Juniors a comienzos de 2006, disputando apenas 3 partidos amistosos (2 de ellos durante el verano de aquel año y el restante en el mes de mayo, frente al Maccabi Haifa Football Club de Israel), por lo que no tardó en ser cedido nuevamente, aunque esta vez al Club Atlético Nueva Chicago que había obtenido en ese entonces el ascenso a la primera división del fútbol argentino. En el club "verdinegro" apenas alcanzó a disputar cinco encuentros.
Terminada su estadía en el "Torito de Mataderos", el delantero rescindió contrato con Boca Juniors y jugó en diferentes equipos de distintas categorías del ascenso argentino, aunque de lejos, su mejor rendimiento fue con Sarmiento (Junín), club en donde disputó 63 encuentros y marcó 15 goles, llegando a jugar la promoción por el ascenso a la Primera B Nacional en la temporada 2009-10 donde su equipo perdió en el global 0-2 con Deportivo Merlo.
Tras este frustrado desenlace, Fischer estuvo dos años en el extranjero jugando en Estudiantes de Mérida de Venezuela (9 PJ, 3 anotaciones) y en Deportes Temuco de Chile (17 PJ, 3 goles).
En 2013, regresó a la argentina y vistió la camiseta de Talleres (RdE) -donde tendría poco lugar- y de Camioneros (General Rodríguez) club donde finalmente se retiró a finales del año 2015.

## Clubes
| Club                  | País      | Año       |
| --------------------- | --------- | --------- |
| Boca Juniors          | Argentina | 2004      |
| Bolívar               | Bolivia   | 2005      |
| Nueva Chicago         | Argentina | 2006      |
| Chacarita Juniors     | Argentina | 2007      |
| Almirante Brown       | Argentina | 2007-2008 |
| Sarmiento de Junín    | Argentina | 2008-2010 |
| Deportivo Español     | Argentina | 2010-2011 |
| Estudiantes de Mérida | Venezuela | 2011      |
| Unión Temuco          | Chile     | 2012      |
| Talleres (RdE)        | Argentina | 2013      |
| Camioneros de Luján   | Argentina | 2013-2015 |